# Châteaux du Pays cathare
Châteaux du Pays cathare est une appellation touristique employée pour désigner, de façon anachronique et fallacieuse, la série de forteresses bâties par le roi de France Louis IX (1214-1270) sur la frontière sud de ses domaines à l'issue de la croisade contre les albigeois. L'expression Pays cathare est une marque déposée et non pas une réalité historique.

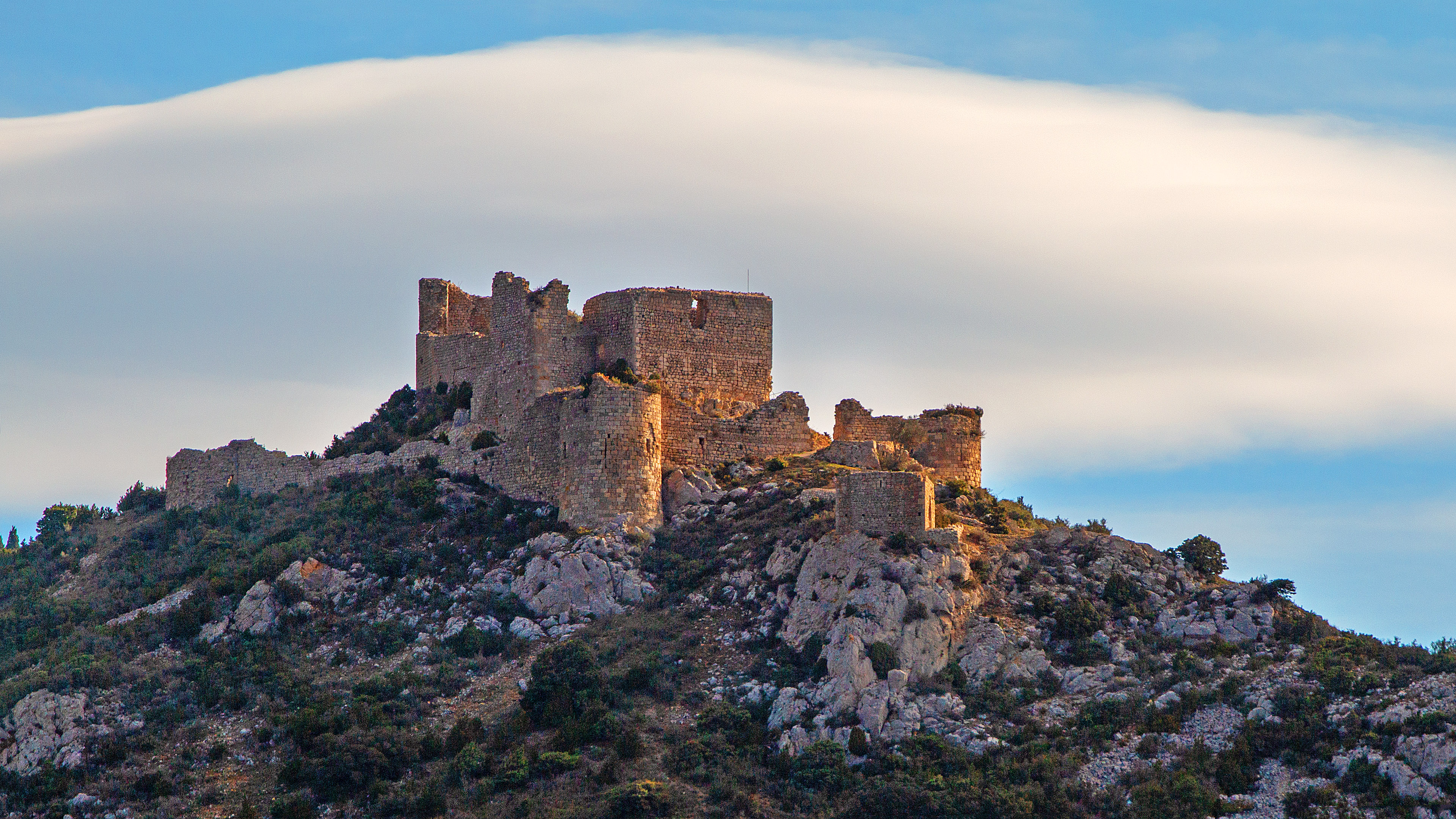
Le château d'Aguilar au soleil couchant.

Quelques-uns de ces sites avaient connu, antérieurement à la période royale, un habitat villageois de type castral, seul susceptible d'avoir abrité des cathares mais rasé lors de l'érection des citadelles. 

## Le mythe des «châteaux cathares»
Le mythe des « châteaux cathares » remonte au XIXe siècle, lorsque des écrivains romantiques découvrent les récits de la croisade contre les albigeois. Se rendant sur les lieux de cette croisade, ils découvrent des ruines de châteaux dans lesquelles ils croient voir le résultat de l'agression des croisés venus en 1209 du nord de la France. Il faut attendre le XXe siècle pour que les « châteaux cathares » cessent d'être la chasse gardée de quelques passionnés  et suscitent l'engouement du grand public à la faveur d'émissions télévisées (Les Cathares, saison 9 (1966) de La Caméra explore le temps, de Stellio Lorenzi) et de succès de librairie (Citadelles du vertige, de Michel Roquebert et Christian Soula, publié en 1966). Archéologues et historiens médiévistes investissent alors le champ des recherches, mettant en évidence que si les sites ont accueilli des cathares, les châteaux sont en fait des citadelles bâties postérieurement par le pouvoir royal capétien. Exeunt les « châteaux cathares », ineunt les « citadelles royales ».

## Les vrais «châteaux cathares»: les castra
La légende des architectes et bâtisseurs cathares n'est qu'un dernier avatar du mythe de Montségur. Les seuls monuments témoins des événements de la première moitié du XIIIe siècle et donc les seuls qui pourraient prétendre au qualificatif de « cathares » (bien que l'hérésie albigeoise n'ait jamais construit de château) sont de petits châteaux, souvent totalement ignorés du public (castrum de Roquefort, dans la Montagne Noire), et dont les rares vestiges sont à l'écart des grandes routes touristiques, à l'image des vestiges du château de Niort à Niort-de-Sault.
En Languedoc, les seuls vrais « châteaux cathares » furent les bourgades fortifiées, castrum de Laurac, Les Cassès, Fanjeaux, Mas-Saintes-Puelles, Lastours-Cabaret, Montségur, Termes ou Puilaurens qui furent cependant des castrums avant d'être rasés et de devenir des citadelles royales, et deux castrums anciens, le Château de Miramont en Aude et celui de Miramont en Ariège qui fut rasé en 1247 pour avoir abrité des Parfaits et ne fut jamais reconstruit. La commune de Penne-d'Agenais abrite également les ruines d'un château, la ville ayant été la principale place forte de l'Agenais pendant la croisade des Albigeois. Il y avait en effet en 1209 quatre évêques cathares, à Albi, Carcassonne, Toulouse et Agen.

## Les forteresses royales du Languedoc
Après l'échec de la tentative de reconquête de Carcassonne par le vicomte Trencavel en 1240, la cité de Carcassonne fut considérablement renforcée par le pouvoir royal français, nouveau maître du territoire. Ce dernier rasa des petits castrums dans les Corbières et y érigea des citadelles pour garder la frontière avec la couronne d'Aragon : 
- Château d'Aguilar ;
- Château de Peyrepertuse ;
- Château de Puilaurens ;
- Château de Quéribus ;
- Château de Termes ;
- Châteaux de Lastours ;
- Château de Montségur.

Ces sept forteresses résistèrent aux différents assauts menés par l'armée aragonaise. Le système de défense royal est basé sur le pivot logistique puissant que sont ces sept châteaux et sur des châteaux dispersés sur la ligne de front.
En 1659, Louis XIV signa avec le royaume d'Espagne le traité des Pyrénées, scellé par son mariage avec l'infante Marie Thérèse. Ce traité modifia les frontières en donnant le Roussillon à la France. La frontière recula donc sur la ligne de crête des Pyrénées, actuelle frontière franco-espagnole. Les différentes forteresses perdirent alors leur importance stratégique. Certaines conservèrent une petite garnison encore quelque temps, parfois jusqu'à la Révolution, mais elles tombèrent lentement dans l'oubli, devenant bien souvent des abris de bergers ou des repaires de brigands.
Ces forteresses royales du Languedoc sont aujourd'hui candidates pour être inscrites au Patrimoine mondial de l'Unesco.

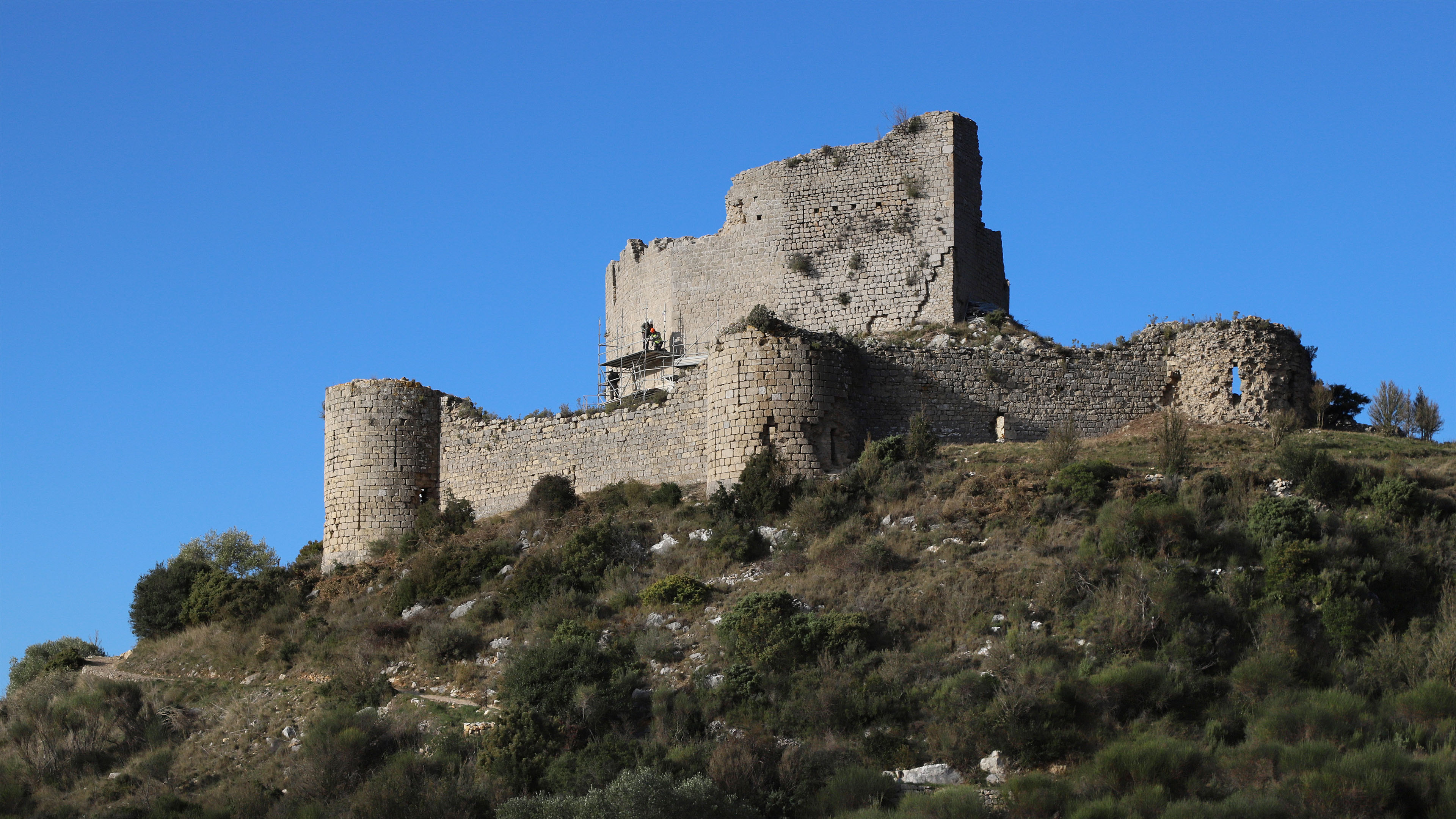
Château d'Aguilar.
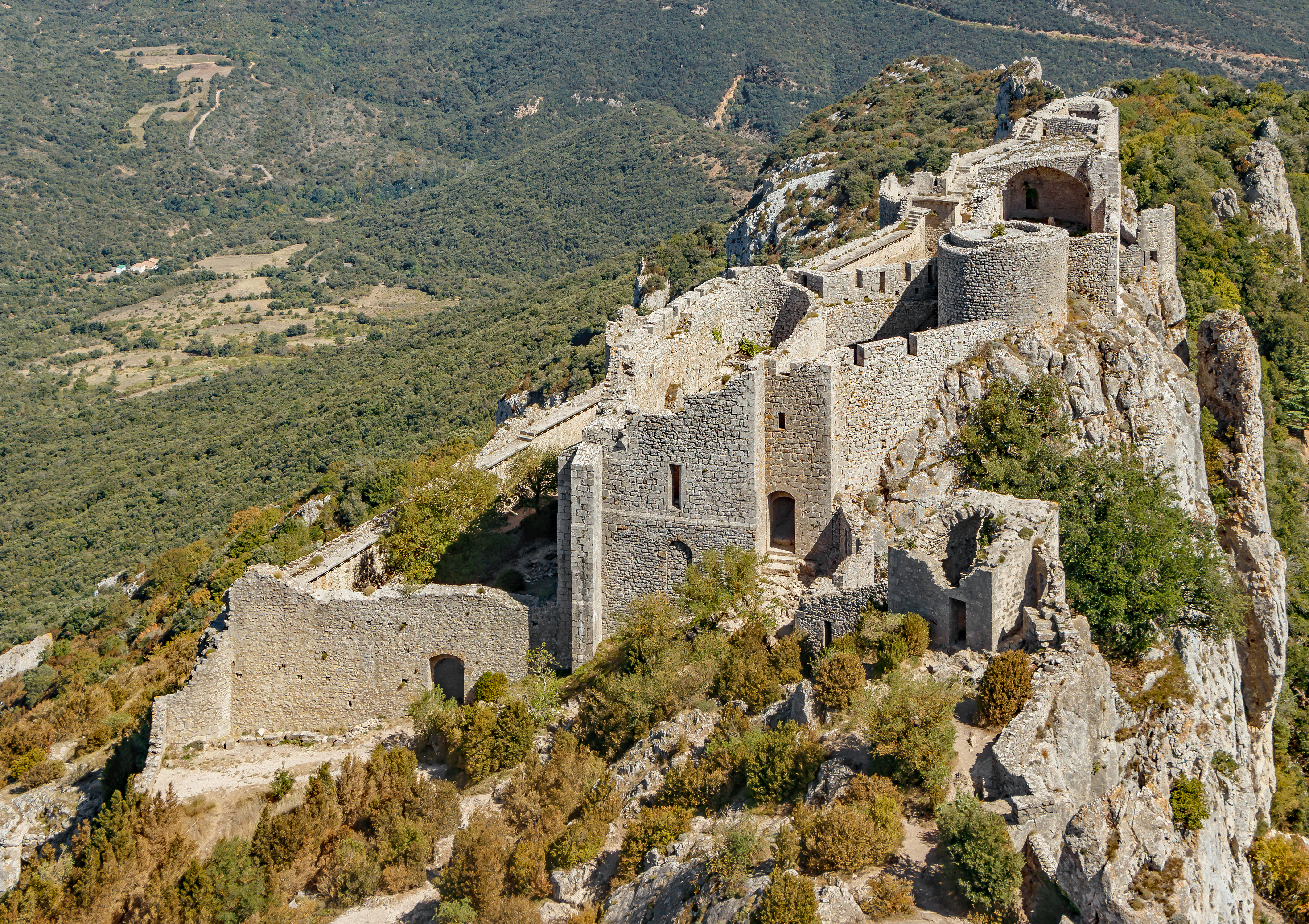
Château de Peyrepertuse.
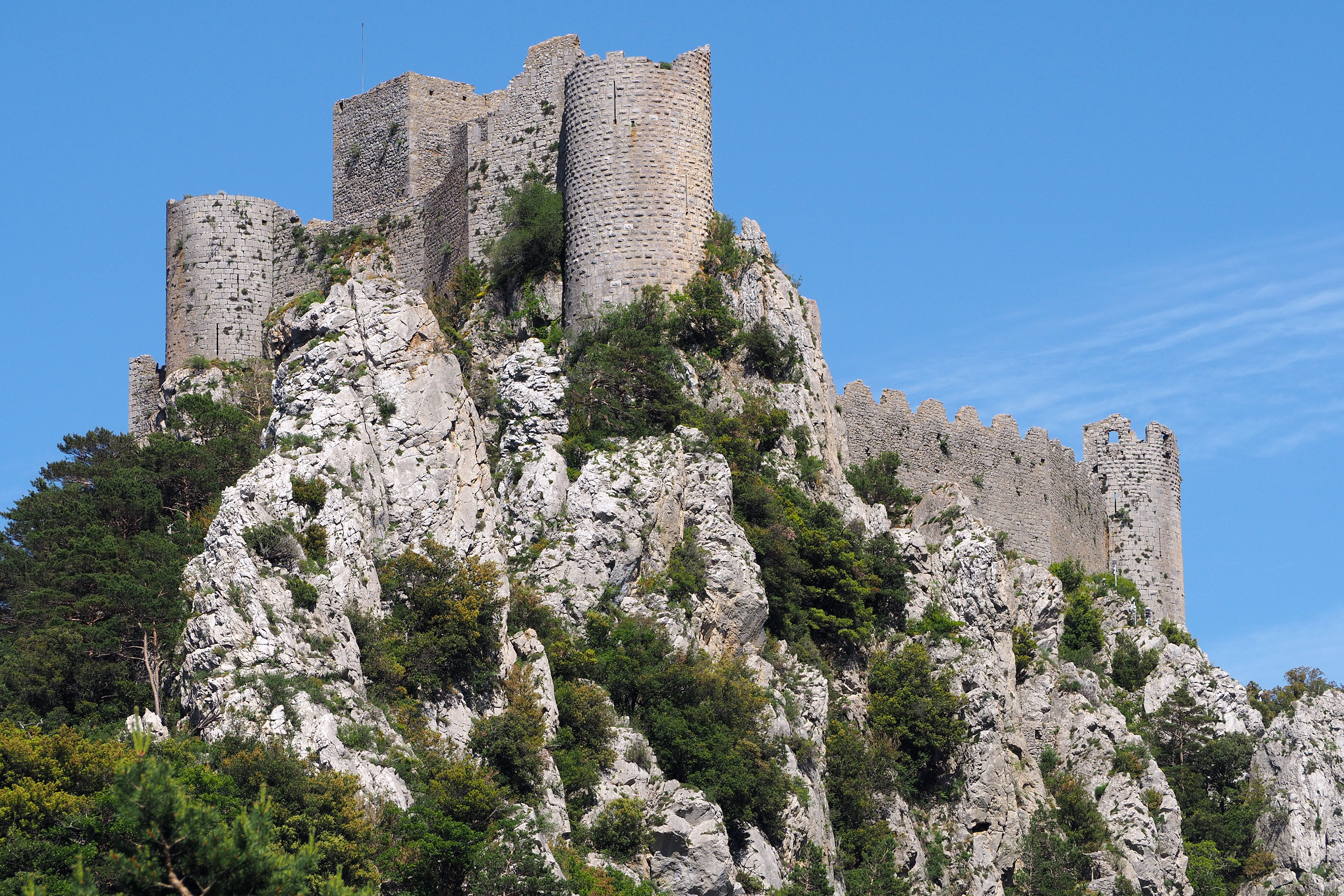
Château de Puilaurens.
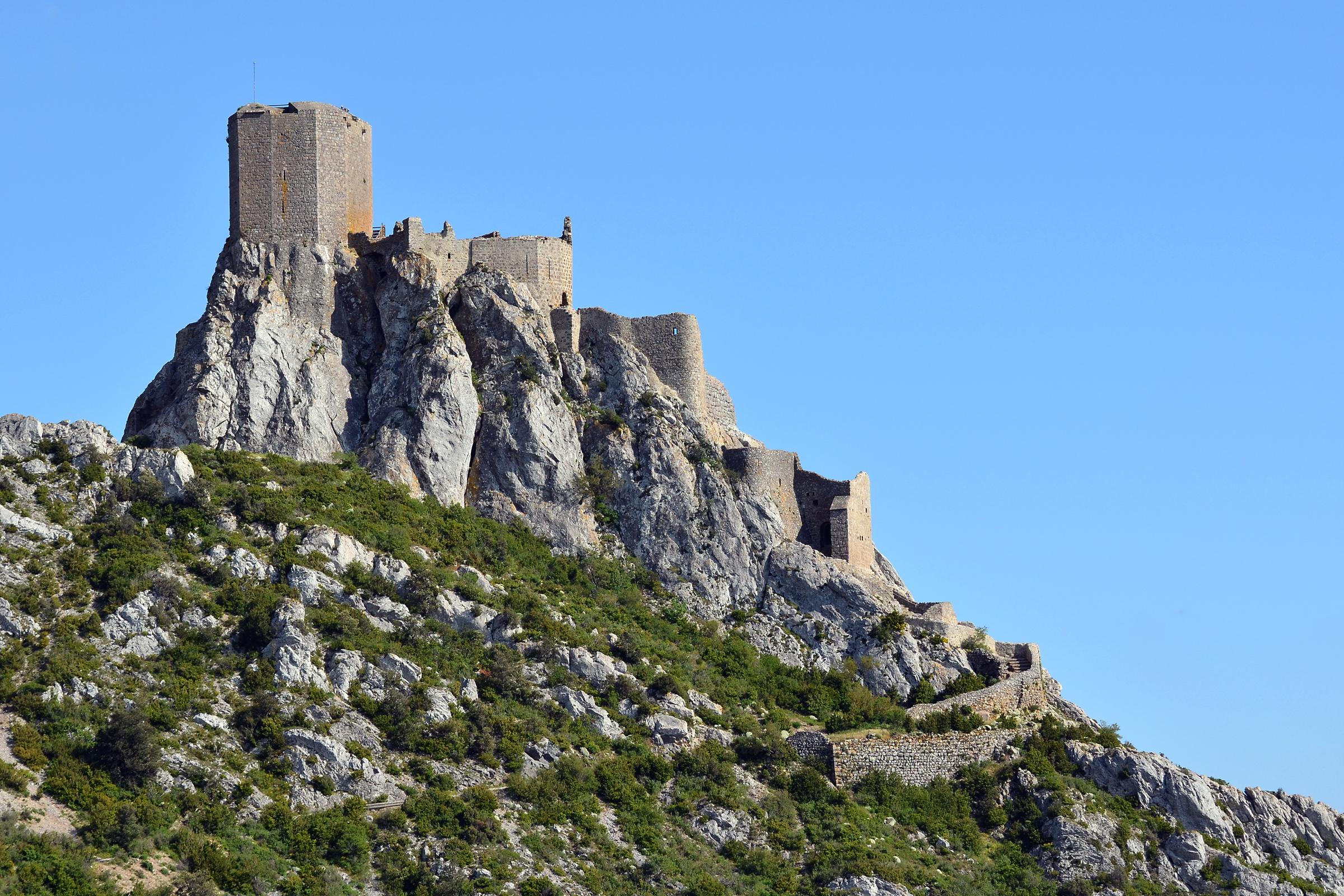
Château de Quéribus.
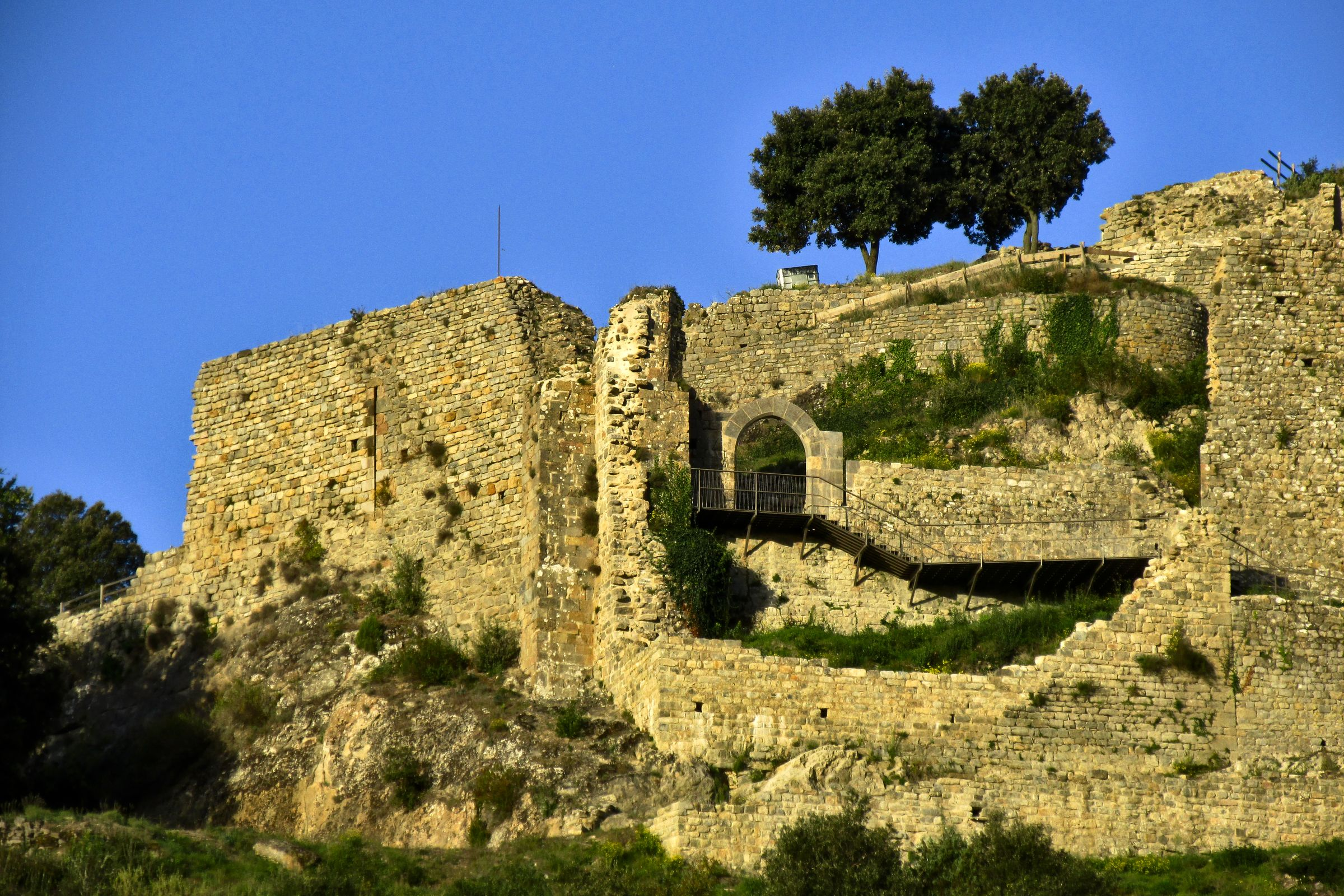
Porte d'entrée du château de Termes.

## Autres «châteaux cathares»
- Château d’Arques
- Château de Durfort
- Château de Miglos
- Château de Miramont
- Château de Niort
- Château de Padern
- Château de Pieusse
- Château de Puivert
- Château de Roquefixade
- Château de Saissac
- Château de Villerouge-Termenès
- Château d'Hautpoul

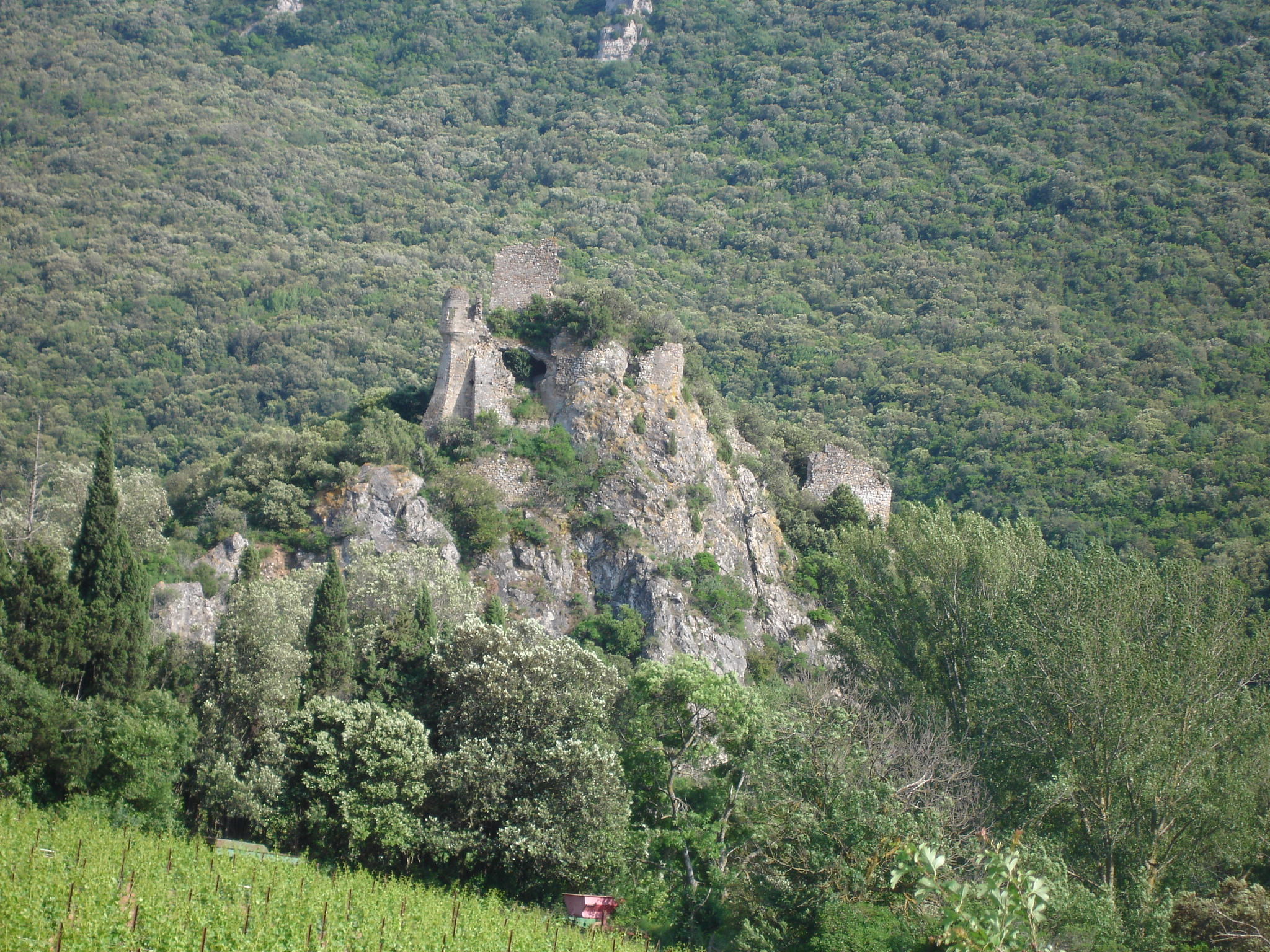
Château de Durfort.
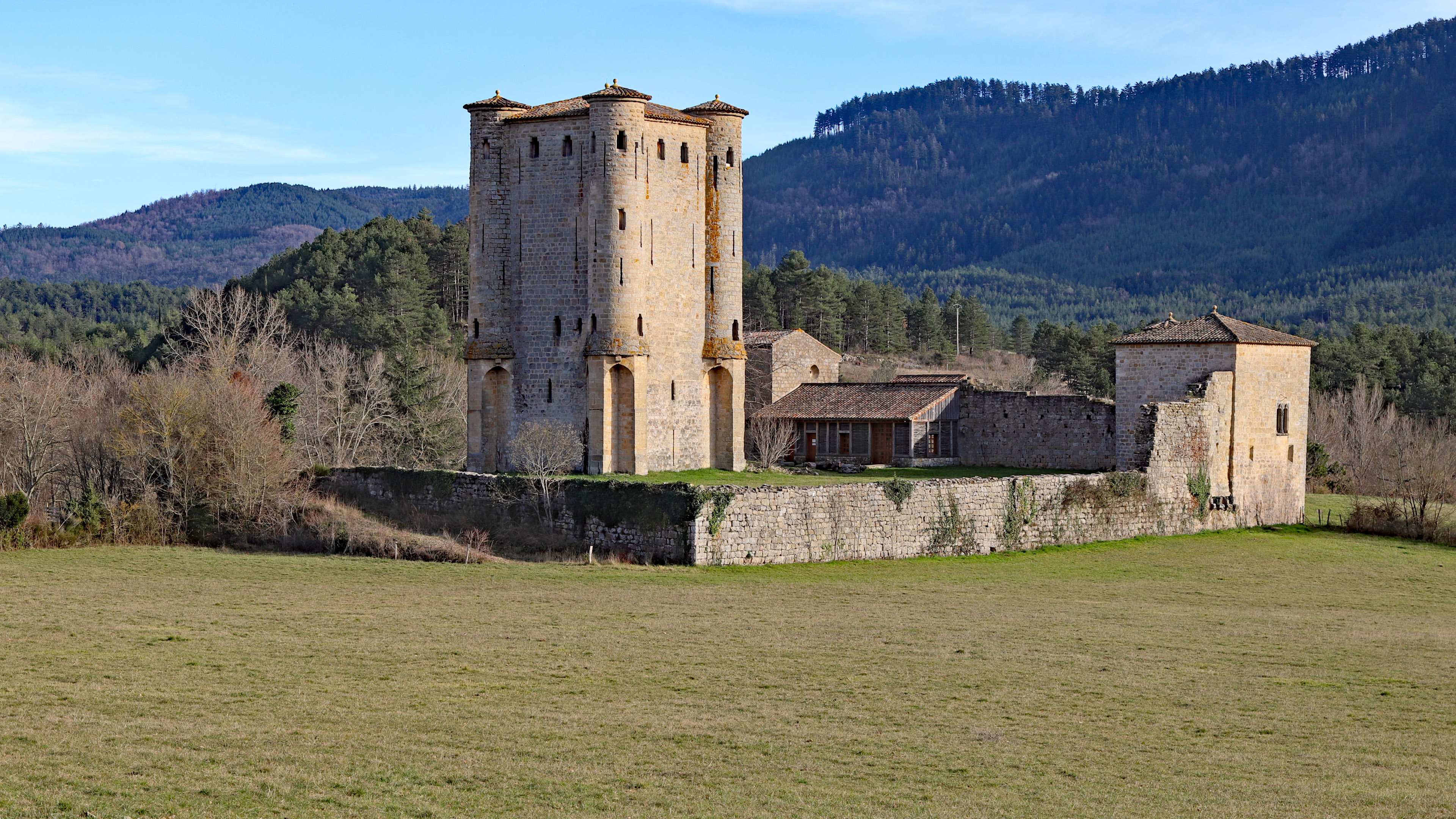
Château d'Arques.
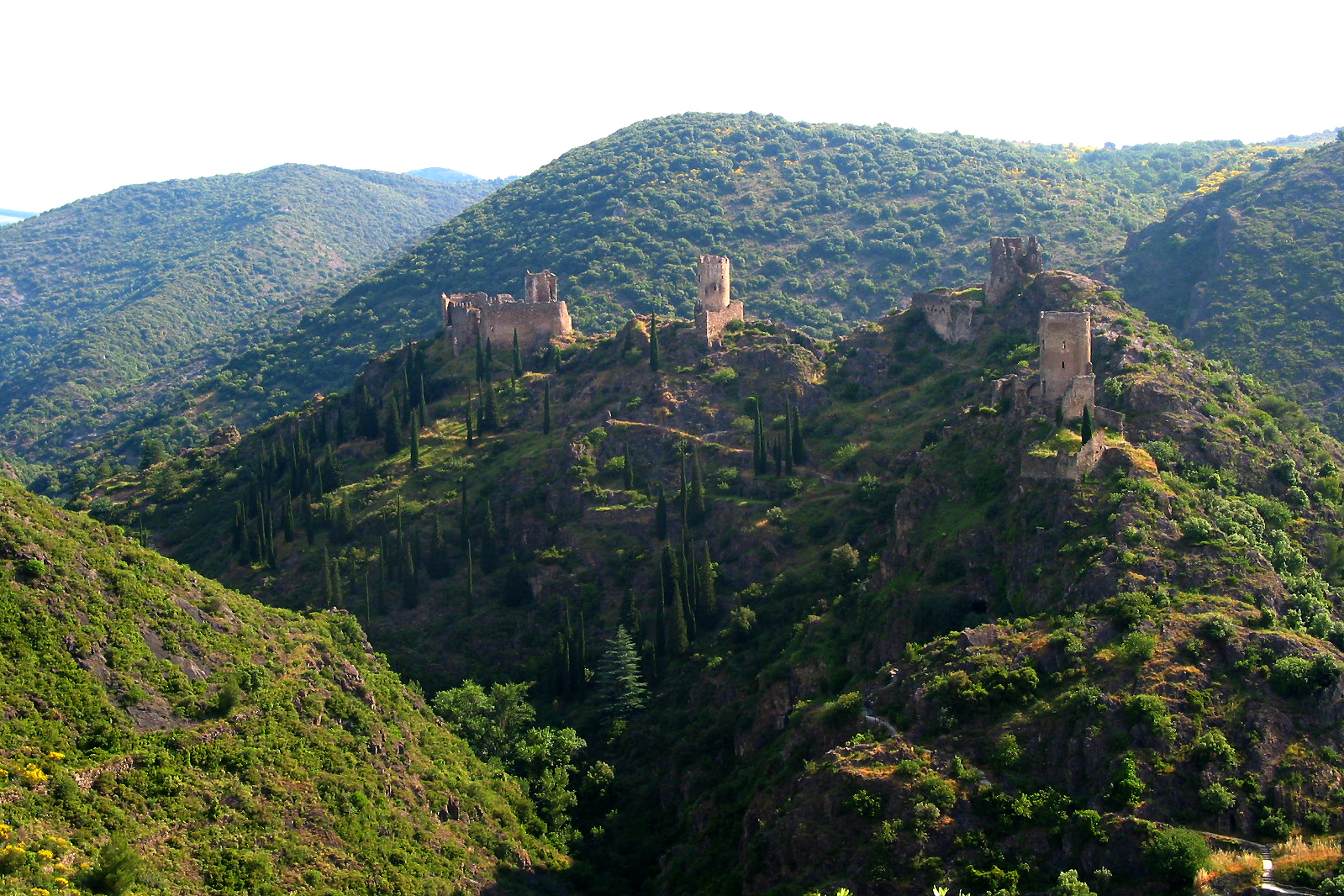
Château de Lastours.
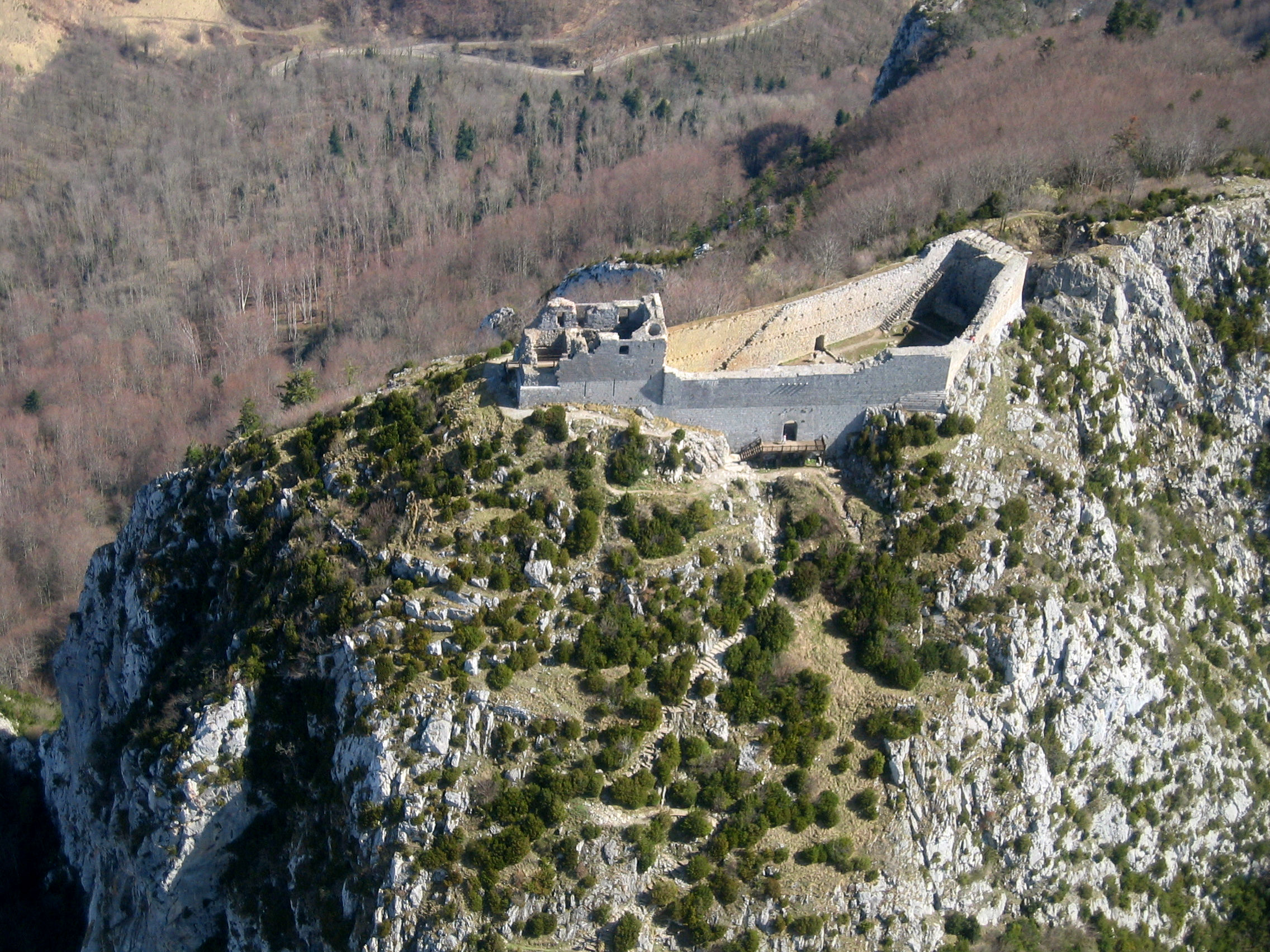
Château de Montségur.
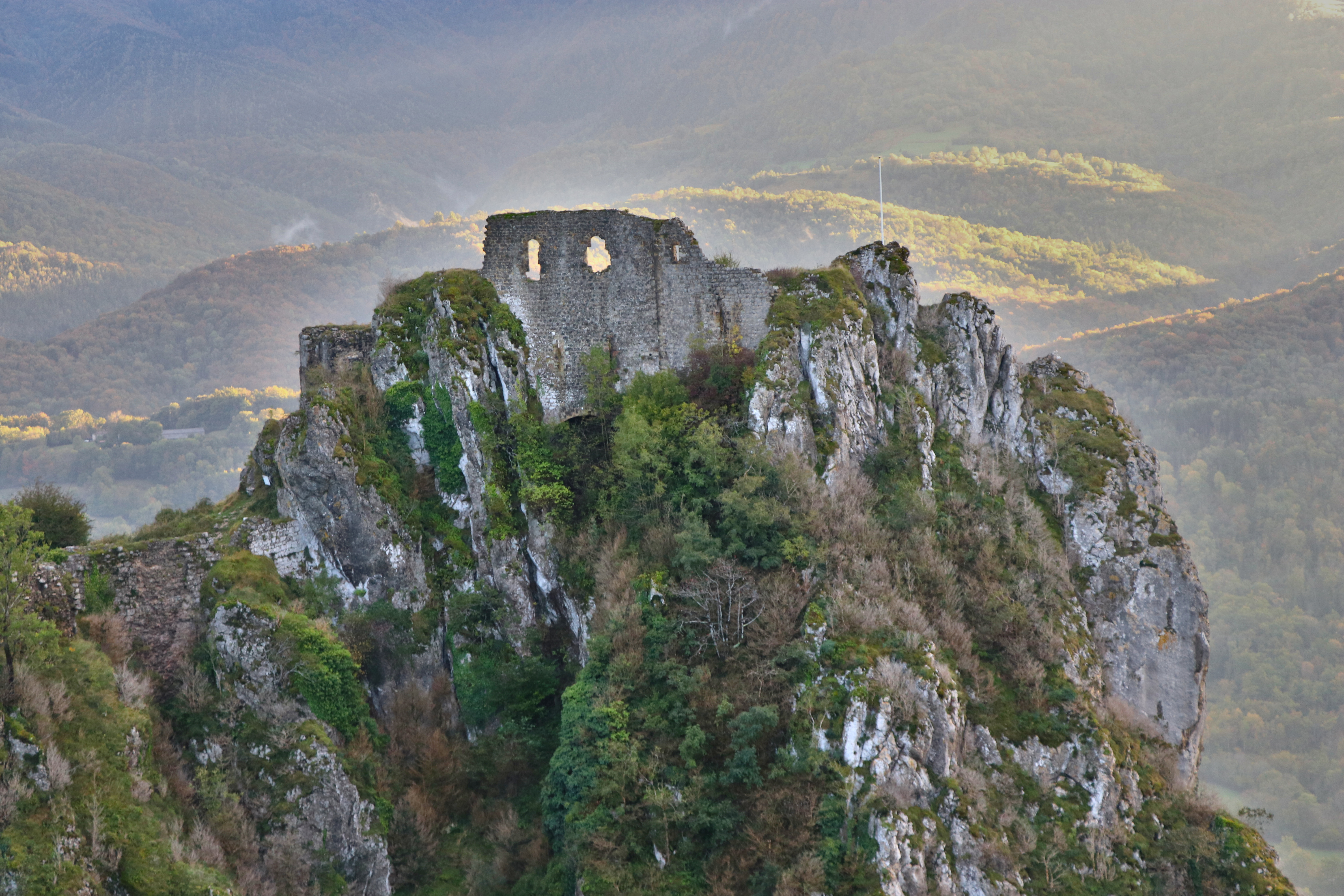
Château de Roquefixade.

## Carte
| Lastours Cité de Carcassonne Puilaurens Montségur Puivert Arques Termes Villerouge- Termenès Peyrepertuse Quéribus Aguilar Toulouse Carcassonne Foix Minerve Narbonne vers Montpellier vers Perpignan Méditerranée |